# Шемятенкова, Наталья Дмитриевна
Наталья Дмитриевна Шемятенкова (род. 22 сентября 1939, Москва) — советская и российская поэтесса, автор текстов песен, журналист-международник, член Союза журналистов Москвы. Неоднократный лауреат телевизионного фестиваля «Песня года».

## Биография
В 1965 году окончила МГИМО и поступила на работу в Институт мировой экономики и международных отношений АН СССР. Затем работала на иновещании Госкомитета по радиовещанию. Потом работала в издательствах АПН и «Радуга» старшим научным редактором. В АПН в качестве автора сделала книгу о СССР к Олимпиаде-80 в Москве в соавторстве со знаменитым фотомастером Дитером Блюмом. Книга вышла за рубежом на трёх языках.
Стихи для песен начала писать в 1983 году. Работала с известными российскими композиторами: Александрой Пахмутовой, Владимиром Шаинским, Оскаром Фельцманом, Владимиром Матецким, Русланом Горобцом, Олегом Сорокиным, Юрием Варумом, Сосо Павлиашвили, Борисом Емельяновым и многими другими. В настоящее время является автором стихов более 150 песен, которые в разное время входили в репертуар Валерия Леонтьева, Филиппа Киркорова, Игоря Талькова, Азизы, Николая Караченцова, Михаила Боярского, Ларисы Долиной, Иосифа Кобзона, Ирины Понаровской, Льва Лещенко, Бориса Моисеева, Николая Баскова, Вахтанга Кикабидзе, Нани Брегвадзе, Сосо Павлиашвили и других.
В 1993 году стала обладателем Гран-при в престижном поэтическом конкурсе в Италии (Флоренция).
Живёт и работает в Москве.

## Сборники стихов
- 1997 — «Гимн красоте», 2019 — «Я научу слова летать» Стихи и песни

## Дискография
- 2009 — «Я научу слова летать» («Песни на стихи Натальи Шемятенковой») (2CD)[6]

## Известные песни
- «Надоело!» (музыка Юрия Варума) исполняет Николай Караченцов
- «Поверь в себя!» (музыка Оскара Фельцмана) исполняет Михаил Боярский
- «Папа и мама» (музыка Евгения Кемеровского) исполняет Катя Лель
- «Счастливая доля» (музыка Руслана Горобца) исполняет Лариса Долина
- «Окольцованная птица» (музыка Руслана Горобца) исполняет Лариса Долина
- «Глухонемая любовь» (музыка Евгения Кемеровского) исполняет Борис Моисеев
- «Танцы в облаках» (музыка Дмитрия Маликова) исполняет Борис Моисеев
- «Я научу слова летать» (музыка Руслана Горобца) исполняет Азиза
- «Лето, прощай!» (музыка Владимира Шаинского) исполняет Валерий Леонтьев, лауреат Песни-86
- "Дорога в храм (« музыка Руслана Горобца) исполняет Юрий Кононов
- „Осенний дым“(музыка Владимира Матецкого) исполняет Игорь Тальков Мы верим в завтра» музыка(Владимира Шаинского) исполняет Лев Лещенко
- «Военная судьба» (музыка Оскара Фельцмана) исполняет Иосиф Кобзон
- ."Пой со мной" (музыка Сосо Павлиашвили) исполняет Сосо Павлиашвили и Тамара Гвердцители
- «Мгновение» (музыка Томазо Альбинони) исполняет Николай Басков
- «Бархатные глаза» (МузыкаРуслана Горобца) исполняет Юрий Кононов

## Редакция
- Маклэверти Б. Лэм : роман  / Маклэверти, Бернард, Автор (Author); Николаевская, Алла Георгиевна, Переводчик (Translator); Шемятенкова, Наталья Дмитриевна, Редактор (Editor) // Современная ирландская повесть.- М.: Радуга, 1985. - С. 335 - 458.